# Tsanko Tsvetanov
Tsanko Tsvetanov est un footballeur bulgare né le 6 janvier 1970.

## Carrière
| Période   | Club                | Pays      |
| 1988-1993 | Etar Veliko Tarnovo | Bulgarie  |
| 1993-1995 | Levski Sofia        | Bulgarie  |
| 1995-1996 | Waldhof Mannheim    | Allemagne |
| 1996-1998 | Aberdeen FC         | Écosse    |
| 1998-2001 | Energie Cottbus     | Allemagne |
| 2001-2002 | Levski Sofia        | Bulgarie  |
| 2002-2003 | Etar Veliko Tarnovo | Bulgarie  |

## Sélections
- 40 sélections et 0 but avec la  Bulgarie de 1991 à 1996.